# Dimitrije (patrijarh srpski)
Patrijarh srpski Dimitrije (Požarevac, 28. listopada 1846. – Beograd, 6. travnja 1930.), svjetovnim imenom Dimitrije Pavlović, poglavar Srpske pravoslavne crkve od 12. rujna 1920. do smrti 1930.

## Biografija
Rođen je 28. listopada 1846. godine u Požarevcu. Školovao se u Požarevcu, potom u Velikom Selu i u Beogradu. Završio je Bogosloviju u Beogradu 1868. Potom je jedno vrijeme radio kao učitelj. Rukopoložen je u čin đakona i prezvitera 1870. Profesor beogradske Bogoslovije postao je 1882. godine. S tog položaja izabran je za episkopa niškog 8. studenog 1884. Na tom položaju ostaje do 1889., kada po povratku mitropolita srpskog Mihaila u Srbiju, povlači se s položaja i odlazi u Francusku. U Francuskoj je nastavio studije književnosti i filozofije. Poslije smrti mitropolita Mihaila ponovno se vraća u Srbiju i postaje episkop šabačko-valjevski, na ovom položaju bio je u razdoblju od 1898. do 1905. Nakon smrti mitropolita srpskog Inokentija (1905.) izabran je za novog mitropolita srpskog. Njegova pun naslov bio je arhiepiskop beogradski i mitropolit Srbije. Za vrijeme Prvog svjetskog rata prošao je stradanja sa srpskim narodom i vojskom, i preko Albanije stigao na Krf. Nakon rata i stvaranja Kraljevine Srba, Hrvata i Slovenaca, sve srpske eparhije su se našle u ovoj državi. U svibnju 1919. u Beogradu su se sastali episkopi svih dijelova nekadašnje Pećke patrijaršije i proglasili, sada u novoj državi, duhovno i administrativno jedinstvo. Stekli su se svi uvjeti da nekadašnja Pećka patrijaršija, ukinuta 1766. godine, bude obnovljena. Nova državna vlast na čelu s kraljem Petrom I. dala je suglasnost. Srpska crkva se obratila Carigradskoj patrijaršiji kao majci crkvi i upoznala je s novim okolnostima u kojima se našla, a sa željom obnavljanja patrijaršije. Carigradska patrijaršija je to odobrila, izdala je odgovarajući Tomos. Održan je potom Arhijerejski sabor u Srijemskim Karlovcima 12. rujna 1920. godine, na kojem je donijeta odluka da se Srpska crkva uzdigne na razinu patrijaršije. Prvi srpski patrijarh obnovljene Patrijaršije bio je mitropolit Srbije Dimitrije. Ukupno, bio je niški episkop (1884.—1889.), šabačko-valjevski episkop (1898.—1905.), mitropolit Srbije (1905.—1920.) i patrijarh srpski (1920.—1930.). Osnovao je eparhiju u Čehoslovačkoj i rukopoložio Gorazda Češkog, kao episkopa češko-moravskog 25. rujna 1921. Episkopa Gorazda strijeljali su Nijemci 4. rujna 1942. godine u praškom predgrađu Kobilisi, a potom ga spalili u krematoriju. Osim Češko-moravske za vrijeme njegove vladavine osnovane su i Američko-kanadska i Bihaćka eparhija i obnovljena stara Braničevska eparhija. U beogradskoj Sabornoj crkvi vjenčao je kralja Aleksandra I. Karađorđevića i kraljicu Mariju u četvrtak 8. lipnja 1922. godine, uz još četiri episkopa. Odobrio je osnovna načela i podržao rad „Narodne hrišćanske zajednice“ (poznatije kao bogomoljački pokret). Ovaj pokret osnovao je Sv. vladika Nikolaj i imao je za cilj izvršiti moralni preporod srpskog naroda svih slojeva i širiti evanđeljsku znanost. Početkom 1922. pokrenut je i časopis „Pravoslavna Hrišćanska Zajednica, “ pokrenuta je i izdavačka djelatnost i do 1941. su objavili preko 100 knjiga. Patrijarh Dimitrije se ubrzo po osnivanju prihvatio duhovnog vođenja ovog pokreta.
Patrijarh Dimitrije, na dan 500. obljetnice smrti despota Stefana Lazarevića, 1927. godine, odslužio je arhijerejsku liturgiju na kojoj je novouspostavljenom svecu održana molitva i otpjevan kanon. Tom prilikom patrijarh je napisao „Službu Svetom Stefanu“ u kojoj se kaže da je Stefan bio veliki vjernik i graditelj crkava, ratnik i diplomat, književnik i graditelj, a glavno djelo neprestano davanje milostinje i često čitanje božanskih knjiga. Dnevni list „Politika“ obavještava da je odslužena liturgija u Sabornoj crkvi, otpjevan je kanon novoposvećenom, a zatim prošla litija Beogradom na kojoj je despot Stefan „prvi put spomenut kao svetitelj. “ Međutim kanonizacija je učinjena samostalnom voljom patrijarha i Arhijerejski sabor je tada nije prihvatio. Bavio se i književnim radom, pripremio je izdanje Hilandarskog tipika svetog Save. Pomogao je podizanje Hrama svetog Dimitrija u selu Ratkoviću i Hram Pokrova Bogorodice u Beogradu. Patrijarh Dimitrije je umro u 14 sati i 15 minuta 6. travnja 1930. u Beogradu  i sahranjen je 10. travnja u samostanu Rakovici. U njegovoj zaostavštini pronađeni su memoari koji do sada nisu objavljeni . Njegov nasljednik na tronu patrijarha srpskog bio je Varnava (Rosić).

## Vanjske poveznice
- Obnavljanje patrijaršije i izbor patrijarha 1920. godine
- Srpski arhijereji - Dimitrije Pavlović